# Anatoli Grigorjewitsch Kutscherena

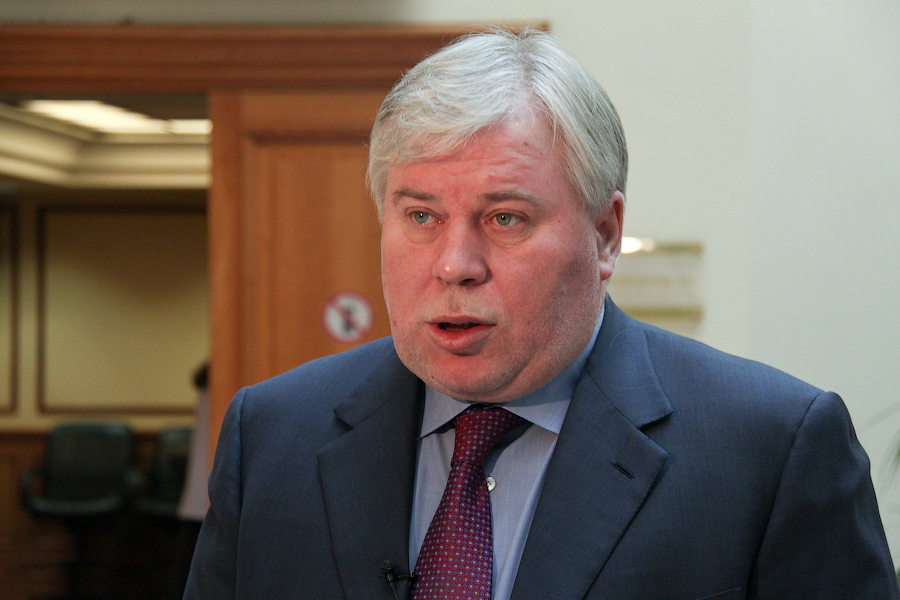
Anatoli Kutscherena (2011)

Anatoli Grigorjewitsch Kutscherena (russisch Анатолий Григорьевич Кучерена; * 23. August 1960 in Mîndra, Moldauische SSR, Sowjetunion) ist ein russischer Rechtsanwalt.
Kutscherena diente bei den Strategischen Raketentruppen der Sowjetunion, zog dann nach Moskau als Beamter der Verkehrspolizei und begann 1985 ein Fernstudium. 1993 wurde er als Anwalt zugelassen. Er verteidigte erfolgreich Boris Jelzins Wahlkampfmanager Sergei Lissowski, der 1996 dabei gefasst wurde, als er eine halbe Million US-Dollar in einem Karton für Kopierpapier aus dem Kampagnen-Hauptquartier heraustrug.
Zu Kutscherenas Klienten zählen auch Alimschan Tochtachunow, der von den USA wegen Betrugsverdachts und illegalen Glücksspiels gesucht wird, der im Juni 2013 in Moskau gestrandete Whistleblower Edward Snowden sowie der 2014 in Folge des Euromaidans nach Russland geflohene ehemalige Präsident der Ukraine, Wiktor Janukowytsch.
Kutscherena gründete das Institut für Demokratie und Zusammenarbeit.